# Provincia di Petorca
La provincia di Petorca è una delle province della regione cilena di Valparaíso, il capoluogo è la città di La Ligua.	
La provincia è divisa in cinque comuni:
- La Ligua
- Cabildo
- Zapallar
- Papudo
- Petorca